# Vecchiano
Vecchiano è un comune italiano di 11 835 abitanti della provincia di Pisa in Toscana.

## Geografia fisica

### Territorio
- Fiume Serchio
- Lago di Massaciuccoli
- Classificazione sismica: zona 3 (sismicità bassa), Ordinanza PCM 3274 del 20/03/2003

### Clima
- Classificazione climatica: zona D, 1 600 GG
- Diffusività atmosferica: media, Ibimet CNR 2002

## Origini del nome
Il toponimo è attestato per la prima volta nel 762 come Vecliano e deriva probabilmente dal nome di persona latino Vetuleius o Venuleius, col significato di "terreno di Vetuleio o Venuleio".
I Venuleii, patroni della Colonia Pisana, costruirono l'acquedotto romano di Caldaccoli e le terme di Pisa ed è probabile che siano stati i proprietari dei territori tra il borgo di Corliano e il Lago di Massaciuccoli. Lucio Venuleio Aproniano Ottavio Prisco fu senatore a Roma nel 123 d.C., console di Pisa e proconsole in Asia sotto l'imperatore Antonino Pio.

## Storia
Le prime notizie storiche di Vecchiano risalgono a metà VIII secolo e fu parte della Selva Palatina di appannaggio imperiale che costituiva, dal Monte Pisano alla costa, una vasta riserva di caccia. In seguito fu contesa fra la Repubblica di Pisa e la Repubblica di Lucca e, infine, entrò a far parte dei territori della Repubblica Fiorentina nel 1406. È divenuta comune autonomo nel 1810, staccandosi da San Giuliano Terme.
Il documento più antico è uno statuto di Enrico IV del 1081 che conferma il feudo della Selva Palatina alla fara pisana degli Orlandi, riconfermato nel 1112 dalla contessa Matilde di Toscana e successivamente anche dal marchese Rabodone.
Nell'agosto del 1944 i tedeschi in ritirata anche a Vecchiano come in tutte le zone circostanti portarono stragi e deportazioni. Il comune di Vecchiano il 17 novembre 1974 ha posto diversi cippi con i nomi dei caduti nei luoghi delle stragi.

### Simboli
Lo stemma comunale rappresenta un uomo canuto
seduto su pietre, con una pala in spalla ed in braccio un orcio, dal quale scaturisce un
getto d'acqua, una torre e delle colline. Il gonfalone è un drappo di bianco.

## Monumenti e luoghi d'interesse
I monti sovrastanti Vecchiano custodiscono l'antico castello Gaetani poi Lanfranchi (sec. XI) di proprietà della Famiglia Agostini, comunemente conosciuto come l'eremo di Santa Maria in Castello, che sovrasta tutta la pianura sottostante.

### Architetture religiose
- Chiesa di San Frediano
- Chiesa di Sant'Alessandro
- Chiesa di Santa Maria in Castello
- Chiesa di Santa Cristina ad Avane
- Chiesa di San Maurizio a Filettole
- Chiesa di San Ranieri a Migliarino
- Chiesa di San Pietro apostolo a Migliarino
- Chiesa dei Santi Simone e Giuda a Nodica

### Architetture civili
- Casa Gentili, Avane
- Castellaccio di Filettole

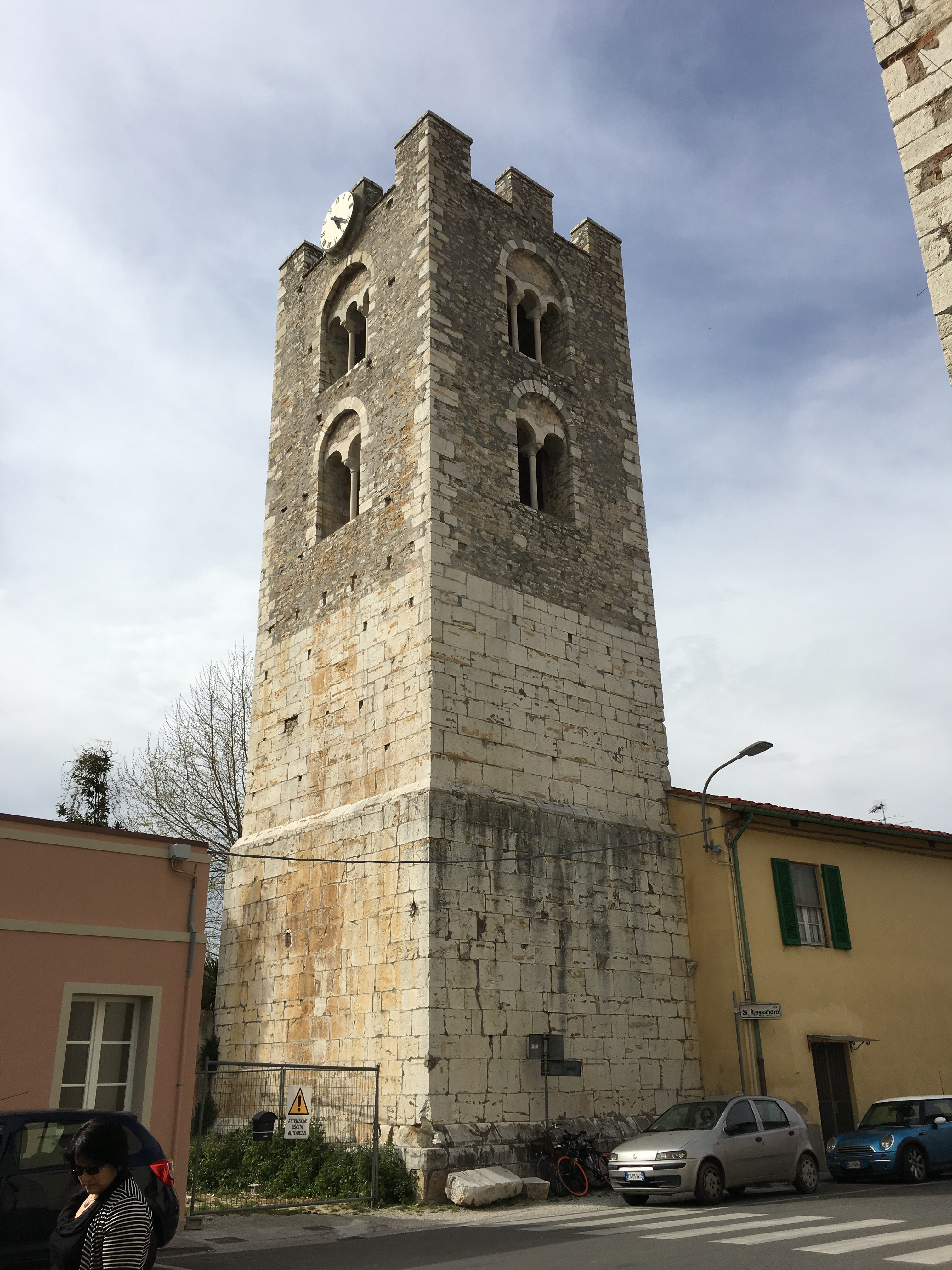
Torre civica Vecchiano

- Castello di Rosaiolo, o Ponte a Serchio
- Castello di Vecchiano

### Aree naturali
- Parco di Migliarino, San Rossore, Massaciuccoli

## Società

### Evoluzione demografica
Abitanti censiti

### Etnie e minoranze straniere
Al 31 dicembre la popolazione straniera era di 757 abitanti, pari al 6,37% della popolazione.

## Cultura

### Istruzione

#### Biblioteche

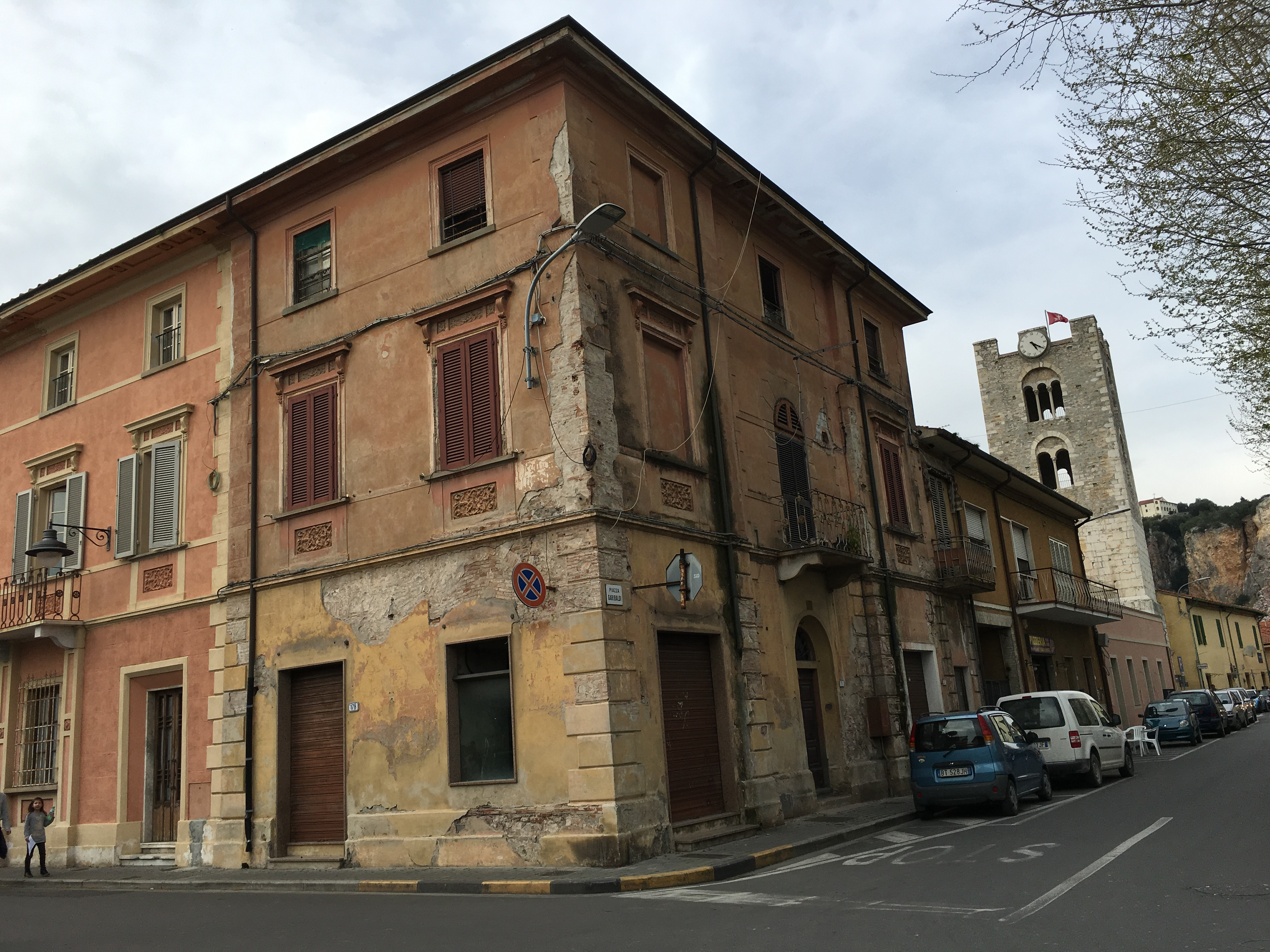
Casa di Antonio Tabucchi

A Vecchiano è presente una biblioteca comunale pubblica che svolge un'intensa attività di promozione rivolta in particolare a bambini e ragazzi. Ha ricevuto da Antonio Tabucchi, nato e cresciuto a Vecchiano, il dono di un consistente numero di libri ed è stata a lui intitolata.

### Teatro
A Vecchiano è presente il Cinema Teatro Olimpia costruito agli inizi del XX secolo dai fratelli Bartalini. Fu acquistato dall'amministrazione comunale nel 1993 e dopo un importante restauro fu riaperto nel 2011. All'esterno si presenta sobrio mentre all'interno sono presenti accenni art déco. Il teatro ospita saltuariamente spettacoli e incontri culturali ed è stato completamente rinnovato negli impianti energetici alla fine del 2024.

### Cinema e letteratura
Il nome di Vecchiano compare nella poesia Bocca di Serchio, inclusa nella celebre raccolta dell'Alcyone pubblicata nel 1903, del poeta Gabriele D'Annunzio, che è forse l'unico poeta ad aver "accolto la designazione toponomastica del paese in uno dei suoi versi".
Alcune brevi sequenze iniziali del film del 1943 I bambini ci guardano del regista Vittorio De Sica sono girate a Vecchiano e nella frazione di Avane.

## Sport

### Calcio
A Vecchiano vi sono due società sportive di calcio a 11: l'A.S.D. Vecchiano Calcio e lo Spa Valdiserchio. Entrambe le squadre hanno come impianto di casa il "Paolo Fatticcioni - La Coronella" di Nodica. Le due squadre sono in qualche modo collegate, visto che lo Spa Valdiserchio arriva fino alla categoria che occupa i ragazzi nati nel 2002 mentre l'A.S.D. Vecchiano Calcio ha l'unica squadra che milita nel campionato Amatori "UISP calcio a 11" (fino alla stagione 2017/2018 affiliati con la UISP Pisa e dalla stagione 2018/2019 affiliati con la UISP Versilia).
I colori sociali delle due squadre sono i rispettivi:
- bianco e azzurro per lo Spa Valdiserchio[14]
- nero e azzurro per l'A.S.D. Vecchiano Calcio[15]

## Geografia antropica

### Frazioni
Il territorio di Vecchiano comprende al suo interno, oltre al capoluogo comunale (6 m s.l.m., 2 835 abitanti), altre quattro frazioni:
- Avane (6 m s.l.m., 1 020 abitanti)
- Filettole (10 m s.l.m., 1 401 abitanti)
- Migliarino Pisano (3 m s.l.m., 3 678 abitanti)
- Nodica (5 m s.l.m., 2 870 abitanti)

### Località balneari

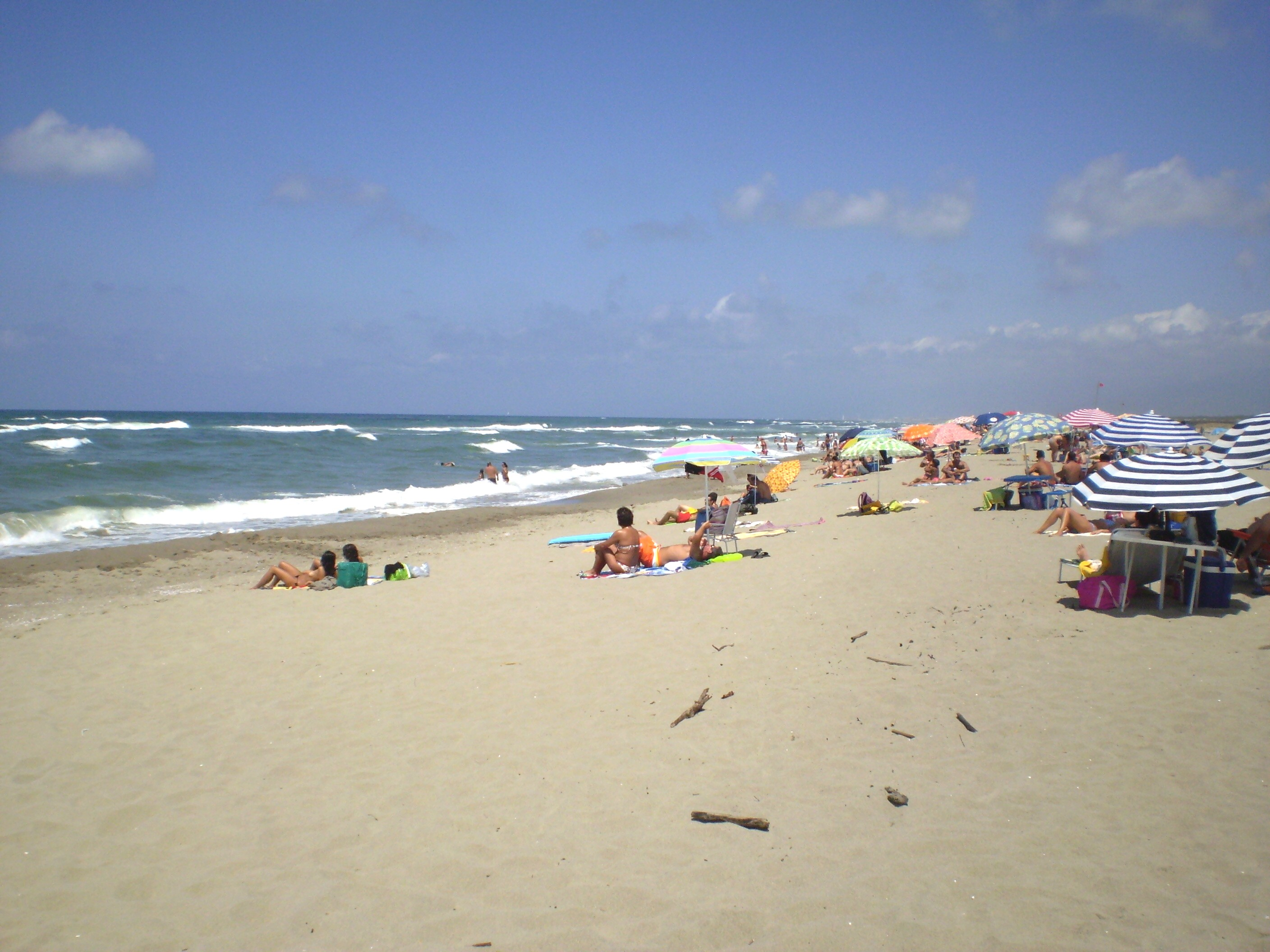
Marina di Vecchiano

#### Marina di Vecchiano
Località balneare in prossimità della frazione di Migliarino Pisano sulla costa del Mar Ligure, è situata al confine con i comuni di Pisa e di Viareggio. Distante circa 15 km dal capoluogo comunale, vi si trova la foce del fiume Serchio. Fa parte del parco di Migliarino San Rossore Massaciuccoli.

#### La Bufalina
Località posta in adiacenza dell'abitato di Torre del Lago Puccini, pur appartenendo amministrativamente al comune di Vecchiano. A titolo di curiosità, l'abitato della Bufalina costituisce a tutti gli effetti l'unica porzione della provincia di Pisa compresa nell'area della Versilia.

#### Penisola dei Gabbiani
Naturale prolungamento della spiaggia sita sul lato sud della foce del Serchio. Essendo formata da un banco di sabbia parallelo all'ultimo tratto del fiume, si forma con lo scontro delle correnti del fiume e del mare; per questo può sparire a seguito di piene violente e prolungate o può essere di notevoli dimensioni in caso di prolungata siccità e numerose mareggiate. In genere, sul finire dell'estate ha la maggior estensione. È l'unico lembo di terra del comune di Vecchiano a sud del fiume Serchio ed è particolarmente apprezzata dai vecchianesi perché di difficile accesso per i turisti "mordi e fuggi" e perché l'acqua di mare prospiciente alla penisola è particolarmente limpida.

## Economia
L'economia principale del comune di Vecchiano è data dal polo commerciale di Migliarino Pisano dove sono presenti molti stabilimenti del settore terziario e secondario. Degna di nota anche l'attività turistica, che è particolarmente attiva nel periodo estivo ed è legata alla fruizione della spiaggia di Marina di Vecchiano nella frazione di Migliarino Pisano da parte non solo dei turisti mordi-e-fuggi provenienti dall'entroterra pistoiese e fiorentino ma anche da parte di turisti che decidono di rimanere per periodi prolungati alloggiando nelle strutture presenti sul territorio.

## Infrastrutture e trasporti

### Strade
Il comune di Vecchiano è attraversato dalle autostrade A11 Firenze-mare e A12 Genova-Rosignano, ed è presente un casello (Pisa Nord) all'altezza della zona industriale della frazione di Migliarino Pisano.
Sempre la frazione di Migliarino Pisano è inoltre attraversata dalla Strada statale 1 Via Aurelia.

### Vie fluviali
Il tratto finale del fiume Serchio (dal ponte di Pontasserchio in poi) risulta navigabile per piccole imbarcazioni.

## Amministrazione

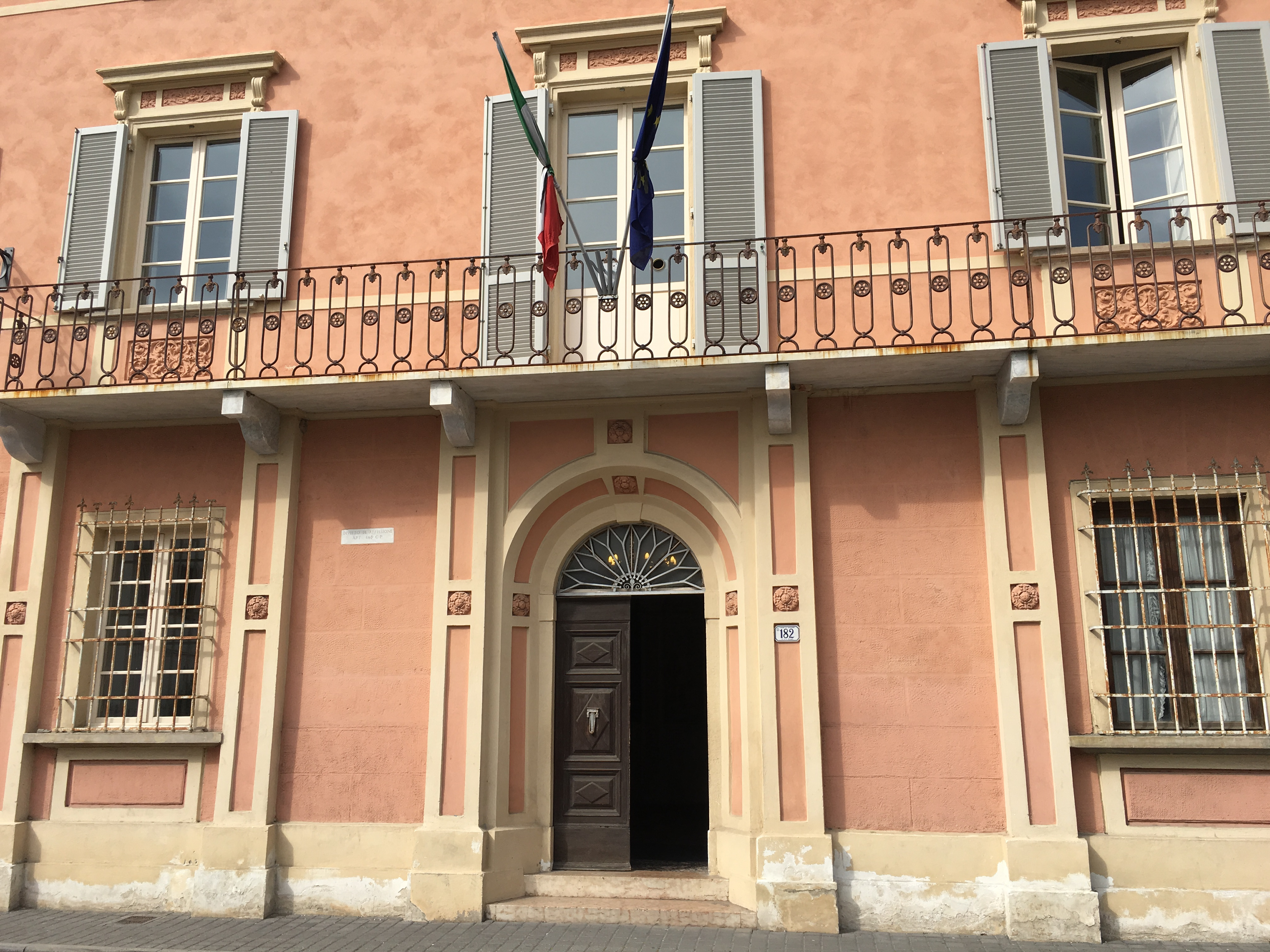
Palazzo del Comune

Di seguito è presentata una tabella relativa alle amministrazioni che si sono succedute in questo comune.
| Periodo        | Periodo        | Primo cittadino     | Partito                                                        | Carica  | Note   |
| -------------- | -------------- | ------------------- | -------------------------------------------------------------- | ------- | ------ |
| 1960           | 1970           | Gioiello Orsini     | Partito Socialista Italiano                                    | Sindaco | [ 16 ] |
| 28 giugno 1988 | 7 giugno 1993  | Giancarlo Lunardi   | Partito Comunista Italiano, Partito Democratico della Sinistra | Sindaco | [ 16 ] |
| 7 giugno 1993  | 28 aprile 1997 | Giancarlo Lunardi   | Partito Democratico della Sinistra                             | Sindaco | [ 16 ] |
| 28 aprile 1997 | 14 maggio 2001 | Giancarlo Lunardi   | centro-sinistra                                                | Sindaco | [ 16 ] |
| 14 maggio 2001 | 30 maggio 2006 | Rodolfo Pardini     | lista civica Insieme per Vecchiano                             | Sindaco | [ 16 ] |
| 30 maggio 2006 | 16 maggio 2011 | Rodolfo Pardini     | lista civica Insieme per Vecchiano                             | Sindaco | [ 16 ] |
| 16 maggio 2011 | 6 giugno 2016  | Giancarlo Lunardi   | lista civica Insieme per Vecchiano                             | Sindaco | [ 16 ] |
| 6 giugno 2016  | 5 ottobre 2021 | Massimiliano Angori | lista civica Insieme per Vecchiano                             | Sindaco | [ 16 ] |
| 5 ottobre 2021 | in carica      | Massimiliano Angori | lista civica Insieme per Vecchiano                             | Sindaco | [ 16 ] |